# Thomas Voeckler
Thomas Voeckler (Schiltigheim, 22 de juny del 1979) és un ciclista francès que fou professional del 2001 al 2017. Era conegut com un ciclista caça etapes. Va néixer a l'Alsàcia, però va viure un temps a Martinica. És considerat le chouchou (la nineta dels ulls) de França per la seva aparença juvenil i el seu costum de treure la llengua, fins i tot durant les curses.

## Biografia
Les seves primeres victòries com a professional van ser dues etapes i la general de la Volta a Luxemburg del 2003.
El juny del 2004 va aconseguir una victòria de prestigi en proclamar-se Campió de França en ruta, però això no era res en comparació amb el que l'esperava. En una etapa marcada per condicions meteorològiques adverses, i que va guanyar l'australià Stuart O'Grady, Voeckler va capturar el mallot groc amb molts minuts d'avantatge sobre la resta del pilot. Tot i que no és un gran escalador, va mostrar un enorme coratge i va aconseguir defensar el maillot jaune durant deu dies, malgrat dues arribades en alt en què Lance Armstrong i Ivan Basso van dinamitar el pilot. Finalment, el va perdre a la primera etapa dels Alps, on un atac llunyà de Jan Ullrich li va donar el cop de gràcia. Al final, també va perdre el mallot blanc de millor jove, que li va prendre Vladímir Karpets a l'última contra-rellotge, però ja s'havia convertit en un heroi nacional francès. Tot i que no ha tornat a aconseguir una fita com aquesta, Voeckler encara és el ciclista francès en actiu que ha dut el mallot groc durant més dies.
El 2005, intentant aprofitar la seva popularitat, el seu equip el va fer córrer en moltes curses, fins i tot en algunes que no s'adaptaven gens a les seves característiques. Potser és per això que no va tenir tant d'èxit com l'any anterior. De fet, al Tour va arribar a dur el mallot de la muntanya a una de les primeres etapes, però es va quedar tallat fins i tot en una etapa que només contenia un port de quarta categoria. La seva única victòria de la temporada va ser la tercera etapa dels Quatre Dies de Dunkerque.
El 2006 va guanyar la cinquena etapa de la Volta al País Basc i també la París-Bourges.

## Palmarès
- 2000
  - 1r a la Fletxa ardenesa
- 2003
  - 1r de la Volta a Luxemburg i vencedor de 2 etapes
  - 1r a la Clàssica Loira Atlàntic
  - Vencedor d'una etapa del Tour de l'Avenir
- 2004
  -  Campió de França en ruta
  - 1r a l'A Travers le Morbihan
  - 1r a Camors
  - 1r a Dun Le Palestel
  - 1r a Quilan
  - 1r a la Bordeus - Cauderan
  - 1r a Bavikhove
  - Vencedor d'una etapa de la Ruta del Sud
- 2005
  - 1r a Dijon
  - Vencedor d'una etapa dels Quatre Dies de Dunkerque
- 2006
  - 1r de la París-Bourges
  - 1e de la Ruta del Sud i vencedor d'una etapa
  - Vencedor d'una etapa de la Volta al País Basc
- 2007
  - 1r al Tour du Poitou-Charentes i de la Vienne
  - 1r al Gran Premi de Plouay
- 2008
  - 1r al Circuit de La Sarthe
  - 1r al Gran Premi de Plumelec-Morbihan
- 2009
  - 1r de la Étoile de Bessèges
  - 1r al Tour de l'Alt Var i vencedor d'una etapa
  - 1r al Trofeu dels Escaladors
  - Vencedor de la 5a etapa al Tour de França
- 2010
  -  Campió de França en ruta
  - 1r al Gran Premi Ciclista del Quebec
  - Vencedor de la 15a etapa al Tour de França
- 2011
  - 1r als Quatre dies de Dunkerque i vencedor d'una etapa
  - 1r al Tour de l'Alt Var
  - 1r al Gran Premi Cholet-País del Loira
  - Vencedor de 2 etapes de la París-Niça
  - Vencedor d'una etapa del Tour del Mediterrani
  - Vencedor d'una etapa del Giro del Trentino
- 2012
  - 1r a la Fletxa Brabançona
  - Vencedor de la 10a i 16a etapa al Tour de França.  1r al Gran Premi de la Muntanya
  - Vencedor d'una etapa de la Tropicale Amissa Bongo
- 2013
  - 1r a la Ruta del Sud i vencedor d'una etapa
  - Vencedor d'una etapa al Critèrium del Dauphiné
  - 1r al Tour de Poitou-Charentes i vencedor d'una etapa
- 2016
  - 1r al Tour La Provence i vencedor d'una etapa
  - 1r al Tour de Yorkshire i vencedor d'una etapa

### Resultats al Tour de França
- 2003. 119è de la classificació general
- 2004. 18è de la classificació general.  Porta el mallot groc durant 10 etapes
- 2005. 125è de la classificació general
- 2006. 89è de la classificació general
- 2007. 66è de la classificació general
- 2008. 97è de la classificació general
- 2009. 67è de la classificació general. Vencedor de la 5a etapa
- 2010. 76è de la classificació general. Vencedor de la 15a etapa
- 2011. 4t de la classificació general.  Porta el mallot groc durant 10 etapes
- 2012. 26è de la classificació general.  1r al Gran Premi de la Muntanya. Vencedor de la 10a i 16a etapa.  Combativitat en la 10a i 16a etapa
- 2013. 65è de la classificació general
- 2014. 42è de la classificació general
- 2015. 45è de la classificació general
- 2016. 79è de la classificació general
- 2017. 91è de la classificació general

### Resultats al Giro d'Itàlia
- 2001. 135è de la classificació general
- 2007. Abandona (8a etapa)
- 2009. 89è de la classificació general
- 2010. 23è de la classificació general

### Resultats a la Volta a Espanya
- 2005. 101è de la classificació general